# New Arrival
New Arrival är ett musikalbum från 2003 av den svenska popgruppen A-Teens.

## Låtlista
1. Floorfiller
2. Have a Little Faith in Me
3. Shame Shame Shame
4. Let Your Heart Do All the Talking
5. A Perfect Match
6. The Letter
7. Cross My Heart
8. In the Blink of an Eye
9. School's Out
10. Closer to Perfection
11. Shangri-La
12. One Night in Bangkok
13. Can't Help Falling in Love (bonusspår)
14. Heartbreak Lullaby (bonusspår)

## Listplaceringar
| Lista (2003)                         | Topplacering |
| ------------------------------------ | ------------ |
| Mexiko                               | 15           |
| Mexiko (Internationella albumlistan) | 7            |
| Schweiz                              | 91           |
| Sverige                              | 4            |
| Tyskland                             | 95           |

Den här artikeln är helt eller delvis baserad på material från engelskspråkiga Wikipedia, New Arrival, tidigare version.

### Fotnoter
1. ↑  Listplacering
2. ↑  Listplacering